# Olszewnica (gmina Kąkolewnica)
Olszewnica – wieś w Polsce, położona w województwie lubelskim, w powiecie radzyńskim, w gminie Kąkolewnica.
| SIMC    | Nazwa           | Rodzaj    |
| ------- | --------------- | --------- |
| 0013362 | Gatne           | część wsi |
| 0013379 | Mała Olszewnica | część wsi |
| 0013385 | Młynowe         | część wsi |
| 0013391 | Olszynkowe      | część wsi |
| 0013400 | Pasieki         | część wsi |
| 0013416 | Pogorzel        | część wsi |
| 0013422 | Rąbierze        | część wsi |
| 0013439 | Zagościniec     | część wsi |
| 0013445 | Zagrodne        | część wsi |
| 0013451 | Zawierzcholas   | część wsi |
| 0013468 | Zazdrój         | część wsi |

Wierni Kościoła rzymskokatolickiego należą do parafii Najświętszego Serca Pana Jezusa w Zarzeczu Łukowskim.
Wieś szlachecka położona była w drugiej połowie XVI wieku w ziemi łukowskiej województwa lubelskiego. 
Wieś stanowi sołectwo gminy Kąkolewnica. Według Narodowego Spisu Powszechnego z roku 2011 wieś liczyła 557 mieszkańców.
W latach 1975–1998 miejscowość należała administracyjnie do województwa bialskopodlaskiego.
Dane historyczne:
W 1827 r. należała do województwa Podlaskiego w Królestwie Polskim, było tam 54 domów i 309 mieszkańców. 
Według wydawnictwa "Słownik geograficzny Królestwa Polskiego i innych krajów słowiańskich", w r. 1886 było tam 69 domów i 504 mieszkańców.